# Conchylia argenteofasciata
Conchylia argenteofasciata là một loài bướm đêm trong họ Geometridae.